# Gilmar Devinson
Gilmar Devinson Correa (* 19. September 1993) ist ein kolumbianischer Leichtathlet, der sich auf den Hochsprung spezialisiert hat.

## Sportliche Laufbahn
Erste internationale Erfahrungen sammelte Gilmar Devinson im Jahr 2017, als er bei den Juegos Bolivarianos in Santa Marta mit übersprungenen 2,09 m den fünften Platz belegte. 2021 erreichte er dann bei den Südamerikameisterschaften in Guayaquil mit 2,11 m Rang sieben. Im Jahr darauf gewann er bei den Juegos Bolivarianos in Valledupar mit 2,18 m die Silbermedaille hinter dem Chilenen Nicolás Numair und anschließend sicherte er sich bei den Südamerikaspielen in Asunción mit 2,13 m die Silbermedaille hinter dem Brasilianer Thiago Moura. 2023 belegte er bei den Südamerikameisterschaften in São Paulo mit 2,10 m den vierten Platz.
In den Jahren 2021 und 2022 wurde Devinson kolumbianischer Meister im Hochsprung.